# Charles Millot
Charles Millot, född Veljko Milojević 23 december 1921 i Bjelovar, Kroatien, död 6 oktober 2003 i Paris, var en jugoslavisk-fransk skådespelare.

## Roller i urval
- 1961 – Tintin i piraternas våld (röst)
- 1962 – Gentlemannen från Epsom
- 1962 – Spionens öga
- 1964 – 5 skäggiga agenter
- 1964 – Tåget
- 1966 – Nunnan
- 1968 – Mayerlingdramat
- 1971 – Att älska är att leva
- 1975 – French Connection II
- 1979 – Dödsmärkt
- 1988 – Varats olidliga lätthet
- 1992 – Tito och jag